# Ernst Ulrich Deuker

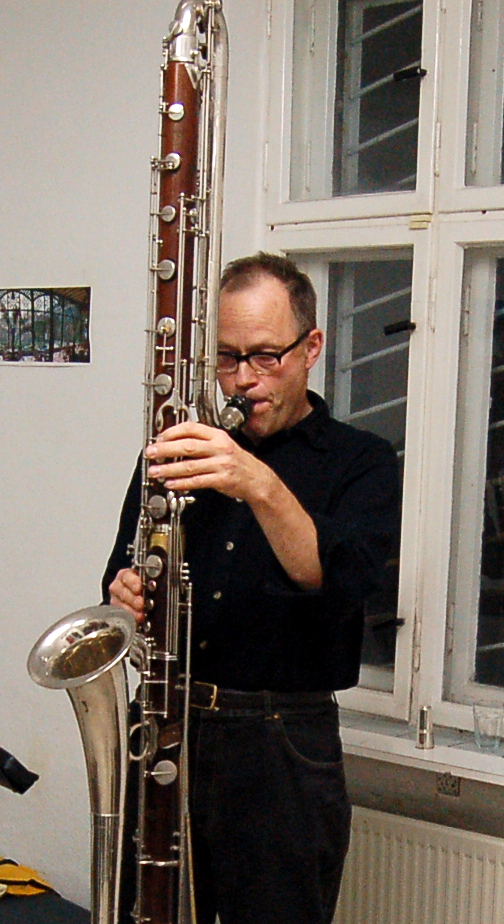
Ernst Deuker (2009)

Ernst Ulrich Deuker (Trier, 13 juli 1954) is een Duits bassist en contrabasklarinettist. Hij werd bekend met de band Ideal. 
Begin 1968 ontvangt Deuker zijn eerste elektrische bas. Aan het begin van de jaren 1970 richtte hij met zijn broer Martin de politieke rockband Linkerton op in Berlijn. 
In 1979 vormden hij met vrienden de Neue Deutsche Welle-band Ideal. In 1980 verschijnt het eerste album Ideal. Vervolgens in 1981 produceerde Conny Plank het album Der Ernst des Lebens. Er volgden tournees en festivals in binnen- en buitenland, zoals het Montreux Jazz Festival en Roskilde Festival 1982, alsmede diverse televisieoptredens. Begin 1983 viel de band uit elkaar. 
In 1982, na het bijwonen van een concert door Howard Johnson, ontdekt Deuker zijn interesse voor de contrabasklarinet. Hij had twee jaar nodig om een geschikt exemplaar van dit ongewone instrument te vinden. 
2004 was  Deuker ook frontman, zanger, gitarist en contrabasklarinettist van de avant-pop-project "EU-Commissie (album Night Songs, Night Songs, 2004, Below Recordings). 
Sinds 2009 speelt  Deuker met Theo Jörgensmann in de Deep Down Clarinet Duo.